# Harc a szabadságért
A Harc a szabadságért (eredeti cím: Free State of Jones) 2016-ban bemutatott amerikai történelmi háborús film, amelyet Gary Ross írt és rendezett. A főbb szerepekben Matthew McConaughey, Gugu Mbatha-Raw, Mahershala Ali és Keri Russell látható.
Az Amerikai Egyesült Államokban 2016. június 24-én mutatta be az STXfilms. Általánosságban vegyes értékeléseket kapott a kritikusoktól. Bevételi szempontból megbukott, 50 millió dolláros gyártási költségvetéssel szemben mindössze 25 millió dolláros bevételt ért el.

## Cselekmény
Az amerikai polgárháború idején Newton "Newt" Knight orvosként szolgál a konföderációs hadseregben. Az 1862 októberében zajló korinthoszi csata során találkozik unokaöccsével, Daniellel, akit nemrég soroztak be katonai szolgálatra. Másnap Daniel meghal a harcokban, Knight ezután dezertál, hogy a holttestet Jones megyébe vigye.
Hazájában a hadsereg magas adókat, valamint gabonát és állatokat is beszed a lakosságtól. Miután Knight egy ilyen rablást hárít el egy szomszédjánál, a nyomába erednek. Sally bártulajdonos segítségével Knight a mocsárban rejtőzik el egy csapat szökött rabszolgával és vezetőjükkel, Moses Washingtonnal. Felesége, Serena a fiukkal együtt elhagyja Jones megyét. Knight szerelmi viszonyba kezd a ház rabszolgájával, Rachellel.
A háború előrehaladtával a katonák elégedetlensége egyre nő. A vicksburgi csata után sok dezertőr bujkál a mocsarakban és Knight lesz a kapitányuk. A rabszolgákkal együtt ellenállást szerveznek a Konföderáció ellen, megtámadják az ellátó tiszteket és megvédik a lakosságot. A mozgalom csúcspontján Mississippi délkeleti részét szállják meg. Az ellenállási mozgalom a háború végéig tart.
A háború után Knight tovább küzd a feketék jogaiért. Segít Mosesnek kiszabadítani fiát a rabszolgasághoz hasonló foglalkozásból. Miután Mosest meglincselik, Knight fekete választópolgárok egy csoportjával a szavazóhelyiségbe vonul.
Knightnak és Rachelnek van egy fia, Jason. Mivel a vegyes fajúak házassága törvénytelen, Knight egy földterületet ad neki. A film során az egyes részek között egy bírósági ügy rövid jelenetei jelennek meg, amelyben Davis Knight dédunokáját 85 évvel később azzal vádolják, hogy fehér nőt vett feleségül. Newton Knight és a rabszolga Rachel dédunokájaként Davis színes bőrűnek számít és a vegyes házasság ekkor még illegális Mississippiben.

## Szereplők
| Színész             | Szerep         | Magyar hang    |
| ------------------- | -------------- | -------------- |
| Matthew McConaughey | Newton Knight  | Nagy Ervin     |
| Gugu Mbatha-Raw     | Rachel Knight  | Roatis Andrea  |
| Keri Russell        | Serena Knight  | Németh Borbála |
| Mahershala Ali      | Moses          | Kálid Artúr    |
| Christopher Berry   | Jasper Collins | Scherer Péter  |
| Sean Bridgers       | Will Sumrall   | Takátsy Péter  |
| Jacob Lofland       | Daniel         | Timon Barnabás |

## Bemutató
A filmet az eredeti, 2016. március 11-i megjelenési dátumról 2016. május 13-ra, majd végül 2016. június 24-re halasztották. Az első előzetes 2016. január 9-én jelent meg.

## Fordítás
- Ez a szócikk részben vagy egészben  a   Free State of Jones (film) című angol Wikipédia-szócikk fordításán alapul.  Az eredeti cikk szerkesztőit annak laptörténete sorolja fel. Ez a jelzés csupán a megfogalmazás eredetét és a szerzői jogokat jelzi, nem szolgál a cikkben szereplő információk forrásmegjelöléseként.